# Монетизация льгот
Монетизация льгот (отмена льгот), также закон №122-ФЗ — радикальная перестройка оставшейся от советского периода и расширенной в 1990-е годы системы социального обеспечения за счёт замены социальных льгот натуральными денежными выплатами, проведённая правительством России в 2005 году. В связи с тем, что налоговые услуги заменялись в большинстве случаев несоизмеримо меньшими денежными компенсациями и не учитывали инфляцию, монетизация вызвала кризис доверия к власти и массовые протесты среди населения страны, прежде всего в Санкт-Петербурге и Москве.
Урегулирование масштабного социального кризиса потребовало вложения дополнительных бюджетных средств. Эту проблему удалось решить благодаря резкому росту мировых цен на нефть. В итоге монетизация стоила бюджету гораздо больше, чем ранее выделялось на финансирование натуральных льгот, но она способствовала повышению прозрачности бюджетных потоков, проходящих через транспортные, медицинские и иные организации.

## Правительственные обоснования проведения монетизации льгот
Система социальных льгот возникла ещё в советское время, когда действовала система социальных гарантий, характерная для государственной экономики, и к началу 2000-х годов она явно противоречила экономическому курсу российского правительства. Льготы изначально представляли собой поощрение определённых (сравнительно немногочисленных) категорий граждан, имевших особые заслуги перед страной. В 1980—1990-е годы количество льгот было резко расширено, а сами они превратились в систему социальной поддержки населения в условиях инфляции и отсутствия денег в государственном бюджете. Многие льготы не были реально обеспечены, а количество формальных льготников достигло 35-40 млн человек.
Система льгот способствует хищению госсредств и коррупции. Например, в сфере лекарственного снабжения были налажены каналы получения госсредств за бесплатный отпуск лекарств льготникам, при этом реальный отпуск лекарств осуществляется на гораздо меньшую сумму (в том числе за счет отказа обслуживать льготников). Высокая себестоимость транспортных услуг, причиной которой зачастую является коррупция, оправдывается заинтересованными чиновниками обслуживанием льготников. В санаторно-курортном обслуживании ветеранов имелись массовые злоупотребления; рядовые ветераны не получают этой услуги или вынуждены находиться в многолетних очередях.
Льготы в сфере проезда на транспорте приводят к деградации муниципального транспорта, поскольку люди, больше всего пользующиеся транспортом, стремились получить эту льготу и в результате больше половины поездок не оплачивалось. Одновременно отсутствие данных о реально оказанных услугах льготникам позволяют в ряде случаев с помощью коррупции выбивать непропорционально высокие дотации для муниципальных и даже частных транспортных компаний. Помимо муниципального транспорта, льготы оказывают негативное влияние на железные дороги, которые теряют на этом 6 млрд руб. в год, что сказывается на состоянии железнодорожной инфраструктуры.
Система льгот несправедлива к тем, кто льготами не пользуется, например, жителям деревень. Монетизация была призвана устранить несправедливость неравномерного доступа к льготам, а льготники получают возможность потратить деньги по своему усмотрению.
Наличие льгот сдерживает проведение реформ в сфере транспорта, ЖКХ и естественных монополий. Введение конкурентных отношений на соответствующих рынках затруднено до тех пор, пока остаётся неясным, кто будет оплачивать льготы. Привлечение частных инвестиций в сферу транспорта, ЖКХ и естественные монополии затруднено, так как инвесторы не уверены в полной оплате услуг всеми потребителями (а значит в окупаемости инвестиций).

## Основные положения монетизации льгот
Федеральная монетизация касалась только «федеральных льготников» (инвалиды, военнослужащие, участники ВОВ и некоторые другие — 14 млн чел.). Вначале были предприняты попытки монетизировать три вида льгот — транспорт (проезд на городском транспорте и пригородных электричках), лекарства и санаторно-курортное лечение. Отмену льгот по оплате жилищно-коммунальных услуг правительство отложило на период после выборов 2008 г.
На замену льгот денежными компенсациями (для «федеральных льготников») в бюджете 2005 года было предусмотрено 171,8 млрд рублей. Реально была потрачена существенно бо́льшая сумма.
В пакете законов о монетизации было предусмотрено ежемесячно выплачивать для замены льгот инвалидам первой группы с детства — 1,4 тыс. рублей, второй группы — 1000 руб. и третьей группы — 800 рублей, «чернобыльцам» — 1700 руб., почётным донорам России — 500 руб., героям Великой Отечественной войны — 3,5 тыс. рублей, участникам войны — 1,5 тыс. рублей, блокадникам — 1,1 тыс. рублей, инвалидам войны — 2 тыс. рублей .
Эти выплаты заменяли право на бесплатный проезд в городском и пригородном транспорте, бесплатные лекарства и санаторное лечение. В первоначальных предложениях Минфина число льгот, подлежащих денежной замене, было более десяти.
Для «региональных льготников» (ветераны труда, пенсионеры и др. — 20-30 млн чел.) субъекты федерации могли либо провести аналогичную монетизацию, либо сохранить натуральные льготы. Но при этом регионы должны были оплачивать транспортным предприятиям и другим поставщикам те услуги, которые предоставляются льготникам. Федеральный центр декларировал выплату регионам до 40 % соответствующих компенсаций в случае проведения монетизации.
Принцип разделения льготников на федеральных и региональных был прост: тот, кто выдаёт гражданам право на льготы, тот и оплачивает их из своего бюджета.

## Протесты
29 июля 2004 года в Москве прошёл митинг протеста «чернобыльцев» против предстоящей монетизации льгот. 2 августа радикальная Национал-большевистская партия провела громкую акцию по захвату приёмной Министерства здравоохранения. Коммунистическая оппозиция резко выступила против предстоящей реформы, назвав её антинародной.
Практическое воплощение «монетизации льгот» в жизнь с января 2005 года вызвало широкомасштабные акции протеста, прокатившиеся практически по всей стране. Основной движущей силой протестов стали пенсионеры.
Широкий размах протесты приняли в крупнейших городах. Мэр Москвы Юрий Лужков смог изыскать средства по финансированию льготы из городского бюджета, но второй город страны, Санкт-Петербург, не обладал такими финансовыми ресурсами. Наибольшие по масштабу акции протеста прокатились именно по этому городу, что повлекло за собой по крайней мере одну человеческую жертву. Протестующими были перекрыты важнейшие магистрали — Невский и Московский проспекты. Одна из машин сбила пенсионера насмерть.
В течение января-февраля ряд оппозиционеров всех без исключения категорий политического спектра попытались присоединиться к протестным настроениям и возглавить их.
Отношение либеральной оппозиции и западной прессы к событиям осталось двояким; с одной стороны, они безусловно поддержали саму идею реформы. С другой, по мере разрастания протестов, поддержали и их.
Однако в целом протесты оставались стихийными. Требования пенсионеров сводились в основном к отмене закона № 122 о монетизации льгот. Замеченные политические лозунги носили, как правило, коммунистический характер, часто выдвигались требования реставрации СССР с его уровнем цен и социальной политикой.
Широкомасштабные акции протеста произошли практически немедленно после провала российской поддержки Виктора Януковича на президентских выборах 2004 года и на определённое время сильно подорвали репутацию властей. Шоком являлось и то, что своего максимума протесты достигли в родном для Владимира Путина Санкт-Петербурге, потому что ранее СМИ говорили о его популярности здесь. Дополнительным ударом для властей стало обращение главы Русской православной церкви Алексия II; патриарх встал на сторону пенсионеров в их конфликте с властями.
Фактический провал монетизации льгот вызвал второе за всю историю президентства Владимира Путина падение его рейтинга (первое произошло после гибели подводной лодки «Курск»), с 84 % в начале 2004 года до 48 % в начале 2005 года.
Путин провёл несколько встреч с кабинетом министров, переложив ответственность на правительство и региональные власти. В январе Путин предложил провести индексацию пенсий не с 1 апреля, а с 1 марта, как минимум на двести рублей. Он также дал поручение повысить денежное довольствие военнослужащим.
Военнослужащие стали ещё одной многочисленной категорией льготников, пострадавшей от реформы. Компенсации были рассчитаны таким образом, что военные, проживавшие далеко от места службы, понесли серьёзные финансовые потери, тем более заметные на фоне относительно невысокого довольствия. По данным опроса «Интерфакса», проведённого в начале 2005 года, 80 % военнослужащих выразили недовольство монетизацией льгот.
Хотя военным запрещены забастовки и митинги, недовольство нашло себе внешнее выражение, хотя и кратковременное. 19 февраля 2005 года они попытались организовать оппозиционное Всеармейское офицерское собрание. В арендованном помещении Российской академии государственной службы перед началом собрания был отключён свет, и офицеры оттеснены от здания ОМОНом. В результате собравшиеся переместились на улицу, использовав в качестве трибуны сугроб, а лозунги существенно радикализовались.
В результате митинга военные потребовали резко усилить Вооружённые Силы, увеличить их финансирование, и объявили о начале формирования «офицерско-казачьего ополчения», что могло быть расценено властями, как создание незаконных вооружённых формирований. Сами военные не считали свои действия мятежом; по их мнению, они действовали в полном соответствии с заявлением Верховного Главнокомандующего президента Владимира Путина о необходимости усиления государства, а целью ополчения должна была стать «защита российского ядерного оружия от Соединённых Штатов». Собравшиеся считали, что США якобы планирует в течение ближайших месяцев захватить контроль над российскими ядерными арсеналами.
Несмотря на широкий резонанс, дальнейшего развития события не получили, и «офицерско-казачье ополчение» сформировано не было.
В течение 2005 года правительство вместе с региональными властями предпринимает ряд мер по борьбе со вспыхнувшей социальной напряжённостью. В ряде регионов денежные компенсации были повышены до устраивавшего пенсионеров уровня, и протесты постепенно утихли.

## Ход и результаты проведения монетизации льгот
При индексации компенсаций учёт инфляции производился за прошедший период, то есть размер сумм компенсации не покрывал расходы граждан связанные с текущей инфляцией. А с учётом того, что размер инфляции рассчитывался в среднем по экономике, а не только по ценам услуг и продуктов приобретаемых конечным потребителем, то с годами выплачиваемые компенсации попросту настолько отстали от этих цен, что стали по сути только фиктивными и не покрывали расходов на те услуги или товары, которые человек получал бы при пользовании льготой. Так же поступление дополнительной денежной массы в розничную сеть способствовало росту инфляции конечных услуг и товаров.
Перед внедрением системы монетизации в масштабах страны, она была опробована на ограниченной группе — на военнослужащих, у которых целый ряд льгот был заменён на дополнительные выплаты к денежному довольствию (начиная от налогообложения заканчивая проездом в общественном транспорте).

## Отражение реформы в искусстве
Фильм «1210» российского кинорежиссёра Арсения Гончукова, снятый на основе реального случая (убийство и самоубийство при разбирательстве прав на льготы пенсионера-«афганца» (воина-интернационалиста СССР)